# Прусский террор
«Прусский террор» (фр. La terreur prussienne) — один из последних романов Дюма-отца. Навеян впечатлениями от посещения полей сражений Семинедельной войны.

## Сюжет
Действие происходит в современной автору Европе в 1866—1867 годах. Молодой француз Бенедикт Тюрпен становится свидетелем антифранцузской провокации в Берлине. Он кричит «Да здравствует Франция!» и вынужден бежать из города. Герой оказывается в Ганновере, где ему приходится сражаться на дуэлях с несколькими пруссаками, возмущёнными его поступком. Здесь Бенедикт знакомится с немецким офицером Фридрихом фон Бюловом. Юноши становятся свидетелями того, как прусский милитаризм, воссоединяя Германию, подавляет свободу. 
Фридрих, тяжело оскорблённый прусским генералом Штурмом, кончает с собой. Сестра Фридриха, Елена, помолвленная с австрийским офицером Карлом, теряет его и также кончает с собой. Бенедикт вызывает генерала Штурма на дуэль во время визита в Париж и убивает его, мстя за друга.